# Natolin

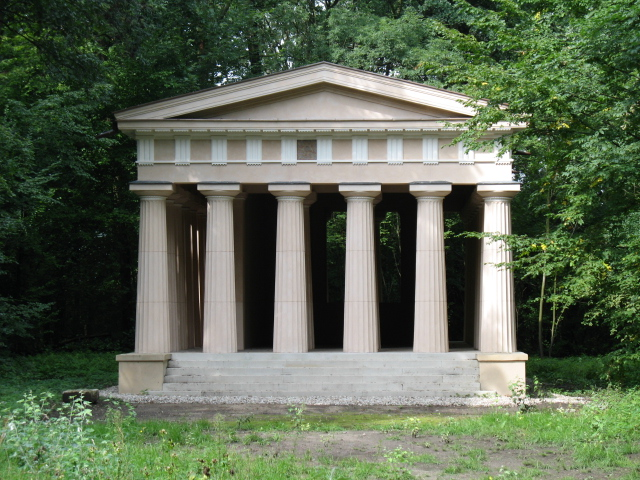
Dorische Tempel

Natolin is een historisch landschapspark gelegen in Ursynów, het meest zuidelijke district van de Poolse hoofdstad Warschau. Het is tevens de naam van het stadsdeel westelijk van het park.
Sinds 1993 is Natolin de zetel van de tweede campus van het Europacollege.

## Geschiedenis

### Park en paleis
Natolins geschiedenis vangt aan op het einde van de zeventiende eeuw, wanneer de Poolse koning Jan Sobieski er een koninklijk park met zoo oprichtte. Het maakte deel uit van zijn residentie van Wilanów en deed ook dienst als jachtpaviljoen. Rond 1730 maakte zijn opvolger Augustus II de Sterke, van de tuin een fazantenkwekerij en een jachtreservaat. De plek kreeg toen de naam van Bażantarnia of Fazantenkwekerij. Het koninklijk domein werd later eigendom van de machtige Czartoryski familie. In 1780 bouwde prins August Czartoryski er een zomerresidentie, op een helling naar de Wisła, midden een dichtbebost gebied. Het classicistische gebouw werd ontworpen door architect Szymon Bogumił Zug en het interieur werd verzorgd door Vincenzo Brenna. Het paleis had onder meer een opmerkelijk halfopen salon dat uitkeek op de bossen beneden de helling.

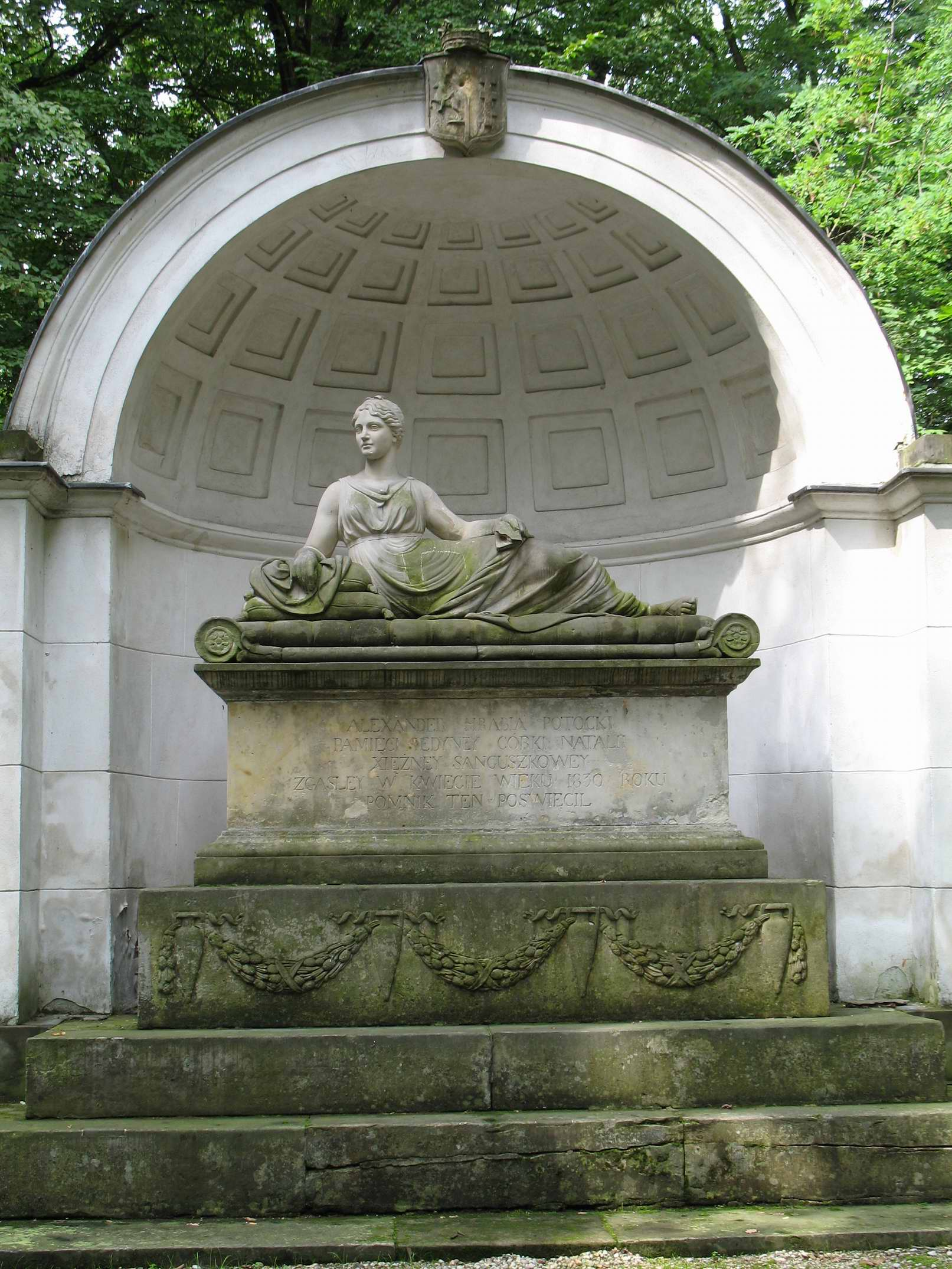
Monument voor Natalia Sanguszkowa, née Potocka.

Op het einde van de achttiende eeuw werd het ganse Wilanów domein, met inbegrip van de fazantenkwekerij eigendom van de schoonzoon van Izabela Lubomirska, Stanisław Kostka Potocki. Na 1806 werden park en paleis door Potocki grondig gemoderniseerd. De fazantenkwekerij kreeg zijn huidige naam, Natolin, ter ere van Potocki's kleindochter, Natalia Potocka (geboren in 1807). De renovatie van het paleis betekende de heropbouw van de façade zowel aan de voorkant als aan de tuinzijde. Binnenin werden heel wat wijzigingen aangebracht. Voor het nieuwe ontwerp tekende de Poolse grote architect van het ogenblik, Chrystian Piotr Aigner, met de actieve medewerking van Potocki zelf.
Binnenin werd stucwerk op muren en plafonds aangebracht door Wirgiliusz Bauman. Het park werd omgevormd tot een classicistisch Frans landschapspark. Er werden ook enkele romantische gebouwen en beeldhouwwerken opgetrokken. Het paleis werd uitgebreid zodat het een voltijdse residentie kon worden en niet langer meer een zomerverblijf. Er kwamen stallen, een gastenhuis en een koetshuis bij. Een kleine neogotische kapel werd eveneens toegevoegd.
Na de dood van Alexander Potocki werden gebouw en park in grote mate aan hun lot overgelaten en slechts af en toe nog in gebruik genomen door een of ander familielid.

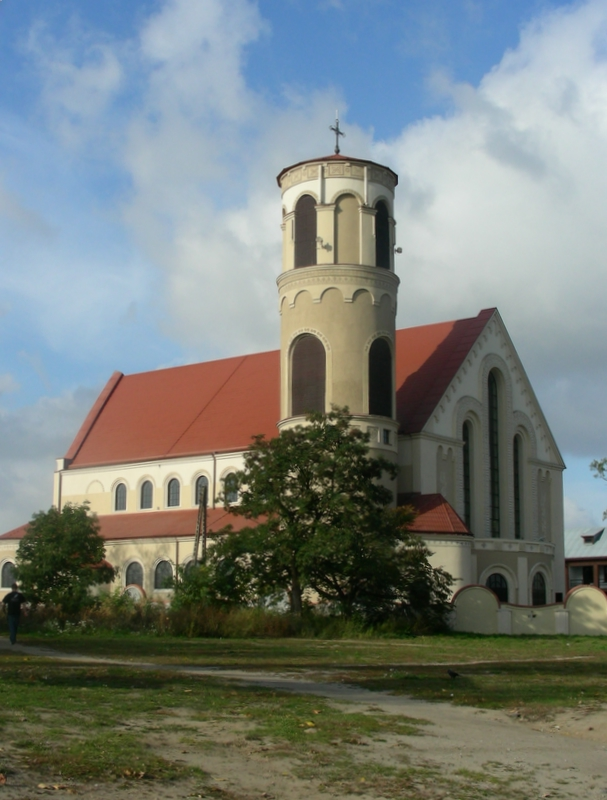
Kerk, Natolin.

### Recente geschiedenis
In de eerste helft van de twintigste eeuw werd de Branicki familie eigenaar. Gedurende de Tweede Wereldoorlog werd het domein een schuiloord voor Poolse patriotten. In 1942-43 zetten graaf Adam Branicki (1892-1947) en zijn vrouw Beate Rymanow (1896-1976) een programma op om domein en gebouwen te renoveren. Tijdens het terugtrekken van de Duitse troepen, na de Opstand van Warschau, werd het paleis echter zwaar beschadigd en geplunderd.
In 1945 werd Natolin genationaliseerd en overgedragen aan het Nationaal Museum van Warschau. Wat later werd het heropgebouwd en gerestaureerd door architect Jan Zagvatovitch onder de leiding van de museumdirecteur en partijapparatchik Stanislaw Lorentz. Het werd vanaf 1947 de weekendresidentie van de Poolse secretaris-generaal van de Communistische partij, president (en nadien eerste minister) van de Poolse republiek, Bolesław Bierut (1892-1956) en werd een verzamelplek voor bijeenkomsten van de hem omringende communistische 'hardliners', die de naam 'Natolin Groep' kregen. Na de dood van Bierut werd het domein ter beschikking gesteld van de regering.
In 1991 werd beslist er een afdeling van het Europacollege in onder te brengen. Gevolg hieraan werden paleis en park opnieuw gerestaureerd. Het park werd gedeeltelijk als natuurreservaat beschermd. In 1993-94 nam het Europacollege er zijn intrek.
Tot in de jaren negentientachtig was Natolin een kleine gemeente, gelegen onmiddellijk buiten de agglomeratie van de hoofdstad. Er werd toen grondig geürbaniseerd en appartementsblokken gebouwd. Thans is Natolin volledig opgeslorpt door de hoofdstad en eraan verbonden met een metrostation.